# دهه ۱۹۰۰ در جامعه‌شناسی
در دهه ۱۹۰۰ در جامعه‌شناسی (به انگلیسی: 1900s in sociology) رویدادهای زیر رخ داد:

## ۱۹۰۰
- از زیگموند فروید کتاب تعبیر رؤیا منتشر شد.
- از جورج زیمل کتاب فلسفه پول منتشر شد.

## ۱۹۰۱
- از بنجامین سیبوهم راونتری کتاب فقر، مطالعه زندگی شهری منتشر شد.

### زادگان
- ۱۳ فوریه: پل لازارسفلد
- ۱۳ آوریل: ژاک لاکان
- ۱۶ ژوئن: آنری لوفور
- ۱۶ دسامبر: مارگارت مید

## ۱۹۰۲
- از چارلز هورتون کولی کتاب طبیعت انسان و نظم اجتماعی منتشر شد.
- از ایلیچ اولیانوف لنین کتاب چه باید کرد؟ منتشر شد.
- از ورنر زمبارت کتاب سرمایه‌داری مدرن منتشر شد
- از لستر فرانک وارد کتاب جامعه‌شناسی پویا منتشر شد.
- از بئاتریس وب و سیدنی وب کتاب مسایل صنعت مدرن منتشر شد.

## ۱۹۰۳
- از ویکتور برانفورد کتاب دربارهٔ منشأ و کاربرد واژه جامعه‌شناسی و در مورد رابطه جامعه‌شناسی با سایر مطالعات و مسائل عملی منتشر شد.
- از چارلز بوث کتاب زندگی و کار مردم لندن منتشر شد.
- از دابلیو. ئی. بی. دیو بویس کتاب روح مردم سیاه منتشر شد.
- از امیل دورکیم و مارسل موس کتاب طبقه‌بندی اولیه منتشر شد.
- از شارلوت پرکینز گیلمن کتاب خانه: کار و تأثیرات آن منتشر شد.
- از جورج زیمل کتاب کلان‌شهر و زندگی ذهنی منتشر شد.
- از لستر فرانک وارد کتاب جامعه‌شناسی ناب منتشر شد.

## ۱۹۰۴
- از لئونارد هابهاوس کتاب دموکراسی و واکنش منتشر شد.
- از تورستن وبلن کتاب نظریه کسب و کار منتشر شد.
- انجمن جامعه‌شناسی بریتانیا تأسیس شد، جیمز برایس به عنوان اولین رئیس انتخاب شد.

## ۱۹۰۵
- از جین آدامز کتاب یک میهن‌پرستی بین‌المللی منتشر شد.
- از جورج زیمل کتاب فلسفه مد منتشر شد.
- از ماکس وبر کتاب اخلاق پروتستان و روح سرمایه‌داری منتشر شد.
- انجمن جامعه‌شناسی آمریکا تأسیس شد.
- مکتب جامعه‌شناسی توسط جامعه سازمان‌های خیریه برای آموزش مددکاران اجتماعی راه‌اندازی شد.

## ۱۹۰۶
- از ورنر زمبارت کتاب چرا سوسیالیسم در ایالات متحده وجود ندارد؟" منتشر شد.
- از ویلیام گراهام سامنر کتاب عرف منتشر می‌شود.
- از لستر فرانک وارد کتاب جامعه‌شناسی کاربردی منتشر شد.

## ۱۹۰۷
- از هنری برگسون کتاب تحول خلاق منتشر شد.
- از آلبیون وودبری اسمال کتاب جامعه‌شناسی عمومی منتشر شد.
- از آلبیون وودبری اسمال کتاب آدام اسمیت و جامعه‌شناسی مدرن منتشر شد.
- از اچ. جی. ولز کتاب به اصطلاح علم جامعه منتشر شد.
- کرسی جامعه‌شناسی در مدرسه اقتصاد لندن تأسیس شد، اولین مدرسه در بریتانیا، و توسط لئونارد هابهاوس اداره می‌شد.

## ۱۹۰۸
- از فریدریش نیچه کتاب اینک انسان منتشر شد.
- از جورج زیمل کتاب جامعه‌شناسی: تحقیقات در مورد اشکال جامعه (شامل رابطه دو تایی و غریبه) منتشر شد.
- از ژرژ سورل کتاب تأملاتی در مورد خشونت منتشر شد.
- از ژرژ سورل کتاب توهمات پیشرفت منتشر شد.

## ۱۹۰۹
- از چارلز هورتون کولی کتاب سازمان اجتماعی منتشر شد.
- از مری کولیج کتاب مهاجران چینی منتشر شد.
- از چارلز آرنولد ون جنپ کتاب آیین گذر منتشر شد.
- از موریس هالبواچ کتاب رساله حقوق منتشر شد.
- از لئونارد هابهاوس کتاب منشأ و توسعه ایده‌های اخلاقی منتشر شد.
- از کارل کائوتسکی کتاب جاده به سوی قدرت منتشر شد.
- از ویلیام ایزاک توماس کتاب منبع کتاب ریشه‌های اجتماعی منتشر شد.
- از انجمن جامعه‌شناسی آلمان توسط ماکس وبر، جورج زیمل و فردیناند تونیس و دیگران تأسیس شد. تونیس به عنوان اولین رئیس فعالیت کرد.

### درگذشتگان
- ۱۹ اوت: لودویگ گامپلویچ